# Odžaci
Odžaci (cyr. Оџаци) – miasto w Serbii, w Wojwodinie, w okręgu zachodniobackim, siedziba gminy Odžaci. W 2011 roku liczyło 8811 mieszkańców.